# Poljčane
Poljčane (in tedesco Pöltschach) è un comune di 3 500 abitanti nella parte orientale della Slovenia, 35 km a Sud di Maribor e a 35 km a Nordest della città di Celje. Questa località faceva parte del comune di Slovenska Bistrica fino al 1º gennaio 2006, per poi esserne distaccata.
La località sorge nella valle del fiume Dravinja ai piedi del Monte Boč. La località è base di partenza per le escursioni verso tale cima.